# Tuindorp (Zevenaar)
Tuindorp Rijnwaarden is een buurtgemeenschap binnen de gemeentegrenzen van Zevenaar in de Nederlandse provincie Gelderland. Het ligt ten westen van Tolkamer.
Het dorp is rond 1920 gebouwd door Scheepswerf De Hoop als huisvesting voor de toen aangetrokken Poolse arbeiders. Deze vertrokken weer snel en daarna is het blijven bestaan als buurtgemeenschap van het dorp Tolkamer.
De toekomst van Tuindorp Rijnwaarden is rond 2005 onderwerp van een stevige maatschappelijke discussie geweest. Scheepswerf De Hoop wilde aanvankelijk een grote loods bouwen tussen Tuindorp en Tolkamer maar dat is door verzet van de bewoners van Tuindorp niet doorgegaan.
Het dorp heeft een buurthuis en een actieve buurtvereniging. Tevens heeft Tuindorp haar eigen schutterij; "Schutterij Klein Tuindorp".